# Semiothisa lopezformenti
Semiothisa lopezformenti là một loài bướm đêm trong họ Geometridae.